# 5443 Encrenaz
5443 Encrenaz eller 1991 NX1 är en asteroid i huvudbältet som upptäcktes den 14 juli 1991 av den amerikanske astronomen Henry E. Holt vid Palomarobservatoriet. Den är uppkallad efter den franska astronomen Thérèse Encrenaz.
Asteroiden har en diameter på ungefär 10 kilometer.